# اسکالین، قلمرو پایتختی استرالیا
اسکالین (به انگلیسی: Scullin) یک حومه شهر در استرالیا است که در قلمرو پایتختی استرالیا واقع شده‌است.